# Friedrich-Engels-Preis
Der Friedrich-Engels-Preis war eine staatliche Auszeichnung der Deutschen Demokratischen Republik (DDR), der in Form einer Medaille verliehen wurde. Gestiftet wurde er am 8. Mai 1970 in drei Klassen.

Die Verleihung wurde vom Minister für Nationale Verteidigung vorgenommen, erstmals anlässlich der Friedrich-Engels-Konferenz am 6. November 1970 in Dresden, später dann immer am 28. November, dem Geburtstag von Friedrich Engels.

## Verleihungsbedingungen
Der Friedrich-Engels-Preis konnte für hervorragende wissenschaftliche und wissenschaftsorganisatorische Leistungen zur Stärkung der Landesverteidigung verliehen werden. Die Verleihung des Preises war mit einem Geldpreis verbunden, der folgende Höhe aufwies:
- I. Klasse (3 Verleihungen pro Jahr zulässig)
  - bei Kollektivauszeichnungen: bis 25.000 Mark
  - bei Einzelpersonen: 10.000 Mark

- II. Klasse (6 Verleihungen pro Jahr zulässig)
  - bei Kollektivauszeichnungen: bis 15.000 Mark
  - bei Einzelpersonen: 6.000 Mark

- III. Klasse (12 Verleihungen pro Jahr zulässig)
  - bei Kollektivauszeichnungen: bis 10.000 Mark
  - bei Einzelpersonen: 4.000 Mark

Alle Informationen zur Verleihung können in „Orden und Medaillen – staatliche Auszeichnungen der DDR“, VEB Bibliographisches Institut der DDR, Leipzig 1983 nachgelesen werden.
Die gesetzlichen Grundlagen sind enthalten in 

- Gesetzblatt I, 1977, Nr. 10, S. 106 enthält das „Gesetz über die Stiftung und Verleihung staatlicher Auszeichnungen“

- Gesetzblatt I, 1977, Nr. 37, S. 421 enthält den „Beschluß des Staatsrates, des Ministerrates und des Nationalen Verteidigungsrates zur Durchführung des Gesetzes über die Stiftung und Verleihung staatlicher Auszeichnungen“

## Medaille für Preisträger

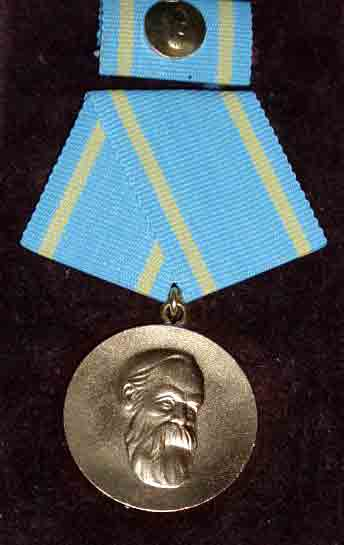
Medaille für Preisträger mit Interimsspange

Die Medaille der I. Klasse des Preises zunächst aus vergoldetem Silber, die II. Klasse aus Silber und die III. Klasse aus Bronze mit einem Durchmesser von 30 mm zeigte auf ihrem Avers das erhaben geprägte Porträt Friedrich Engels. Die Beschaffenheit der Medaille änderte sich ab 1973, so dass ab diesem Zeitpunkt nur noch vergoldetes, versilbertes und bronziertes Hartmetall Verwendung fand. Das Revers der Medaille zeigt das von der Umschrift: FÜR DEN SCHUTZ (oben) DER ARBEITER UND BAUERNMACHT (unten) eingefasste Staatswappen der DDR. Umgeben ist die Umschrift von zwei unten gekreuzten nach oben offenen Lorbeerzweigen. In der Medaillenkante sind die Worte: FRIEDRICH ENGELS PREIS eingeschlagen worden. 
Getragen wurde die Medaille an einer pentagonalen (fünfeckigen) hellblauen 24 mm breiten Spange auf der rechten oberen Brustseite. In das hellblaue Band sind zwei senkrechte gelbe 2,5 mm breite Mittelstreifen eingewebt die jeweils auch 2,5 mm vom Rand entfernt stehen. Die Interimsspange ist von gleicher Beschaffenheit, zeigt jedoch mittig die aufgesetzte Miniatur des Avers der Medaille.

## Träger u.a.
Bekannte Preisträger (in chronologischer Reihenfolge):
- Horst Kühne, Militärakademie „Friedrich Engels“ (1970)
- Ralf Stöhr, Militärakademie „Friedrich Engels“ (1971)
- Horst Fiedler, Militärakademie „Friedrich Engels“ (1972)
- Hans-Ludwig Ewert, Militärakademie „Friedrich Engels“(1973, 1986, 1989)
- Erhard Reichelt, Militärakademie „Friedrich Engels“ (1974)
- Siegfried Schönherr, Militärakademie „Friedrich Engels“ (1975)[4]
- Günther Glaser Militärgeschichtliches Institut der DDR (1975)
- Hans-Joachim Kriebel, Militärakademie „Friedrich Engels“ (1977)
- Wolfgang Scheler, Militärakademie „Friedrich Engels“ (1978)
- Siegfried Mühle, Verwaltung Aufklärung des Ministeriums für Nationale Verteidigung (1979)
- Horst Syrbe, Militärakademie „Friedrich Engels“ (1980)
- Helmar Tietze, Verwaltung Nachrichten des Ministeriums für Nationale Verteidigung (1980)
- Günter Fritz, Militärakademie „Friedrich Engels“ (1981)
- Wilhelm Nordin, Offiziershochschule der Volksmarine „Karl Liebknecht“ (1981)
- Heinz Böhme, Militärakademie „Friedrich Engels“ (1983)
- Hans Süß, Offiziershochschule "Franz Mehring" (1984)
- Horst Skerra, Stv. Minister und Chef NVA-LaSK (1984)
- Eberhard Freymuth, Offiziershochschule "Franz Mehring" (1984)
- Günther Pöschel, Militärakademie „Friedrich Engels“ (1985)
- Jürgen Dienewald, Militärakademie „Friedrich Engels“ (1986)
- Detlef Mertens, Militärakademie „Friedrich Engels“ (1988)
- Dietrich-Ekkehard Knitter, Militärakademie „Friedrich Engels“ (1989)